# Jaziel Martínez
Jaziel Ismael Martínez Huerta (Saltillo, 3 ottobre 2000) è un calciatore messicano, centrocampista del Monterrey.

## Carriera

### Club
Cresciuto nel settore giovanile del Monterrey, ha debuttato in prima squadra il 19 ottobre 2019 nell'incontro di Copa MX vinto 2-1 contro il Leones Negros UdeG; impiegato principalmente con la formazione Under-20 e, dal 2021, con il Raya2, il 29 agosto 2022 ha segnato il suo primo gol con gli Albiazules nell'incontro di Liga MX vinto 3-0 contro il Club Tijuana.
Il 6 gennaio 2023 è stato ceduto in prestito fino a dicembre all'Atlas, dove ha giocato con buona regolarità; rientrato al Monterrey a gennaio 2024, vi è rimasto per la prima metà di stagione per poi passare in prestito all'Atlético Morelia.

### Nazionale
Ha giocato con la nazionale messicana Under-15.

## Statistiche

### Presenze e reti nei club
Statistiche aggiornate al 17 luglio 2025.
| Stagione         | Squadra          | Campionato       | Campionato | Campionato | Coppe nazionali | Coppe nazionali | Coppe nazionali | Coppe continentali | Coppe continentali | Coppe continentali | Altre coppe | Altre coppe | Altre coppe | Totale | Totale | Totale |
| Stagione         | Squadra          | Comp             | Pres       | Reti       | Comp            | Pres            | Reti            | Comp               | Pres               | Reti               | Comp        | Pres        | Reti        | Pres   | Reti   |        |
| ---------------- | ---------------- | ---------------- | ---------- | ---------- | --------------- | --------------- | --------------- | ------------------ | ------------------ | ------------------ | ----------- | ----------- | ----------- | ------ | ------ | ------ |
| 2019-2020        | Monterrey        | LMX              | 0          | 0          | CM              | 1               | 0               | -                  | -                  | -                  | -           | -           | -           | 1      | 0      |        |
| 2020-2021        | Monterrey        | LMX              | 0          | 0          | -               | -               | -               | CCL                | 1                  | 0                  | -           | -           | -           | 1      | 0      |        |
| 2021-2022        | Monterrey        | LMX              | 1          | 0          | -               | -               | -               | -                  | -                  | -                  | -           | -           | -           | 1      | 0      |        |
| 2022-gen. 2023   | Monterrey        | LMX              | 2          | 1          | -               | -               | -               | -                  | -                  | -                  | -           | -           | -           | 2      | 1      |        |
| 2021-2022        | Raya2            | EMX              | 27         | 3          | -               | -               | -               | -                  | -                  | -                  | -           | -           | -           | 27     | 3      |        |
| 2022-gen. 2023   | Raya2            | EMX              | 9          | 1          | -               | -               | -               | -                  | -                  | -                  | -           | -           | -           | 9      | 1      |        |
| Totale Raya2     | Totale Raya2     | Totale Raya2     | 36         | 4          |                 | -               | -               |                    | -                  | -                  |             | -           | -           | 36     | 4      |        |
| gen.-giu. 2023   | Atlas            | LMX              | 13         | 0          | -               | -               | -               | CCL                | 1                  | 0                  | -           | -           | -           | 14     | 0      |        |
| 2023-gen. 2024   | Atlas            | LMX              | 14         | 1          | -               | -               | -               | -                  | -                  | -                  | LC          | 3           | 0           | 17     | 1      |        |
| Totale Atlas     | Totale Atlas     | Totale Atlas     | 27         | 1          |                 | -               | -               |                    | 1                  | 0                  |             | 3           | 0           | 31     | 1      |        |
| gen.-giu. 2024   | Monterrey        | LMX              | 4          | 0          | -               | -               | -               | CCC                | 1                  | 0                  | -           | -           | -           | 5      | 0      |        |
| Totale Monterrey | Totale Monterrey | Totale Monterrey | 7          | 1          |                 | 1               | 0               |                    | 2                  | 0                  |             | -           | -           | 10     | 1      |        |
| 2024-2025        | Atlético Morelia | LMX              | 19         | 0          | -               | -               | -               | -                  | -                  | -                  | LC          | 0           | 0           | 19     | 0      |        |
| Totale carriera  | Totale carriera  | Totale carriera  | 89         | 6          |                 | 1               | 0               |                    | 3                  | 0                  |             | 3           | 0           | 96     | 6      |        |

## Palmarès

### Club

#### Competizioni nazionali
- Copa MX: 1

Monterrey: 2019-2020

#### Competizioni internazionali
- CONCACAF Champions League: 1

Monterrey: 2021